# Jean-François Regnard

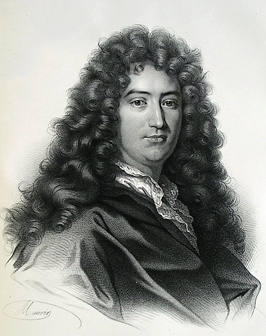
Jean-François Regnard.

Jean-François Regnard (París, 7 de febrero de 1655 - Castillo de Grillon, cerca de Dourdan, 4 de septiembre de 1709) fue un escritor y dramaturgo francés. 
Además de sus comedias, faceta por la que es más conocido, escribió también interesantes relatos de viajes, una pequeña novela, la Provenzal, de marcado carácter autobiográfico, y diversos poemas, entre los que destaca una Sátira contra los maridos, como respuesta a la sátira de Boileau contra las mujeres.

## Biografía
Nacido en una familia de comerciantes, Regnard mostró pronto deseos de independencia y de buscar placeres, lo que lo llevó a un tipo de vida vagabunda. Con veinte años perdió a su padre y heredó una buena fortuna, lo que lo indujo a viajar, primero por Italia, en donde asomó su faceta de jugador que lo acompañó durante toda su vida. A su regreso su barco fue capturado por piratas argelinos, y fue vendido como esclavo en 1678. Fue rescatado un par de años después. En 1681 viajó junto a unos amigos Flandes, Holanda, Dinamarca y Suecia. Llegó hasta Laponia, más allá de Tornio.
Más adelante viajó a Polonia, Turquía y Hungría y regresó en 1683 por Alemania a Francia, para establecerse ya definitivamente.

## Obras de teatro
- 1690 - Arlequín, hombre de buena fortuna (Arlequin homme à bonne fortune)
- 1691 - La coqueta (La Coquette)
- 1694 - Attendez-moi sous l’orme y La serenata (La Sérénade)
- 1695 - La Foire Saint-Germain
- 1696 - El jugador (Le Joueur)
- 1697 - El distraído (Le Distrait)
- 1699 - El carnaval de Venecia (Le Carnaval de Venise)
- 1700 - Demócrito enamorado (Démocrite amoureux)
- 1704 - Las locuras amorosas (Les Folies amoureuses)
- 1705 - Les Ménechmes
- 1708 - El legatario universal (Le Légataire universel)

## Fuente
- Gustave Vapereau, Dictionnaire universel des littératures, París, Hachette, 1876, p. 1707-9

## Textos en línea
- Œuvres complètes, t. 1 (enlace roto disponible en Internet Archive; véase el historial, la primera versión y la última)., t. 2 (enlace roto disponible en Internet Archive; véase el historial, la primera versión y la última)., t. 3 (enlace roto disponible en Internet Archive; véase el historial, la primera versión y la última)., t. 4 (enlace roto disponible en Internet Archive; véase el historial, la primera versión y la última)., t. 5 (enlace roto disponible en Internet Archive; véase el historial, la primera versión y la última)., t. 6 (enlace roto disponible en Internet Archive; véase el historial, la primera versión y la última)., París, J. L. J. Brière, 1823
- Voyage de Normandie : Lettre à Artémise (1689).